# Козыбай
Козыбай — стоянка эпохи древнего палеолита. Находится в 2 км к западу от села Каратогай Курчумского района Восточно-Казахстанской области, на левом берегу Калгутты.
Стоянка была открыта и обследована в 1989 археологической экспедицией АН Казахстана под руководством Ж. К. Таймагамбетова. В ходе экспедиции были найдены предметы, сделанные из ощепков каменных пород гальки, каменные пластины, рубила, камни с двусторонней обработкой и другие. Козыбай является одним из древнейших памятников, свидетельствующих о жизни человека эпохи палеолита в восточном регионе Казахстана.
В 1992 году было найдено второе местонахождение каменных артефактов, расположенное восточнее первого и получившее название Козыбай II.